# Daniela Polzin
Daniela Duque Estrada Polzin (ur. 4 marca 1979) – brazylijska judoczka. Olimpijka z Aten 2004, gdzie odpadła w eliminacjach w wadze ekstralekkiej.
Uczestniczka mistrzostw świata w 1999, 2005 i 2007. Startowała w Pucharze Świata w latach 2004 i 2007-2010. Srebrna medalistka igrzysk Ameryki Południowej w 2010. Wicemistrzyni igrzysk panamerykańskich w 2007. Zdobyła pięć medali na mistrzostwach panamerykańskich w latach 1999 - 2008. Wygrała mistrzostwa Ameryki Południowej w 2002, a także igrzyska Luzofonii  w 2009 roku. 

## Letnie Igrzyska Olimpijskie 2004
| Konkurencja | Eliminacje       | Klas. końcowa |
| Konkurencja | Przeciwnik I     | Miejsce       |
| ----------- | ---------------- | ------------- |
| 48 kg       | Gao Feng (CHN) P | 1 runda       |